# Tubay
Tubay est une municipalité de la province d'Agusan del Norte, aux Philippines.

## Barangays
On compte 13 barangays :
- Binuangan
- Cabayawa
- Doña Rosario
- La Fraternidad
- Lawigan
- Poblacion 1
- Poblacion 2
- Santa Ana
- Tagmamarkay
- Tagpangahoy
- Tinigbasan
- Victory
- Doña Telesfora